# (3920) Aubignan
(3920) Aubignan ist ein Asteroid des Hauptgürtels, der am 28. November 1948 vom belgischen Astronomen Sylvain Julien Victor Arend in Ukkel entdeckt wurde.
Die Namensgebung erfolgte 1995 und bezieht sich auf die südfranzösische Gemeinde Aubignan.